# Université de Trieste
L'université de Trieste (en italien, Università degli studi di Trieste) est une université italienne, dont le siège est à Trieste, capitale de la région autonome' du Frioul-Vénétie Julienne.
Pendant l'année universitaire 2000/2001, elle comprenait douze facultés avec environ 27 000 étudiants. Le noyau originaire de l'université est représenté par l'École supérieure de commerce, Fondation Revoltella, créée comme une fondation privée en 1877 pour alimenter les exigences professionnelles dominantes (commerce, fret maritime).
Dès que Trieste devient italienne, par décret du commissaire du 14 septembre 1919, en y ajoutant une 3e année de cours, l'État italien la rendait égale aux autres Instituts supérieurs de commerce, tandis que le décret royal du 7 novembre 1920 la faisant devenir un établissement public autonome.
Le 1er mars 1921, le directeur en devenait l'historien de l'économie Gino Luzzatto, auquel succédait l'éminent juriste Alberto Asquini, qui allait en devenir le premier recteur universitaire. Par décret royal du 8 août 1924 (n° 1388), elle devenait Université des études économiques et commerciales (avec une 4e année d'études).
L'université travaille notamment en partenariat avec l'observatoire astronomique de Trieste.